# Jaszczurowa (Klein-Polen)
Jaszczurowa is een dorp in de Poolse woiwodschap Klein-Polen. De plaats maakt deel uit van de gemeente Mucharz en telt 1000 inwoners.